# Labeobarbus kimberleyensis
Labeobarbus kimberleyensis és una espècie de peix pertanyent a la família dels ciprínids.

## Descripció
- Fa 82,5 cm de llargària màxima i 22,2 kg de pes.[3][4]

## Reproducció
Es reprodueix des de mitjans de l'estiu fins a finals de la mateixa estació sobre fons de grava.

## Alimentació
Com a jove menja insectes i crustacis petits, mentre que a partir dels 30 cm de llargària es nodreix de peixos.

## Hàbitat
És un peix d'aigua dolça, potamòdrom, bentopelàgic i de clima subtropical (24°S-30°S).

## Distribució geogràfica
Es troba a Àfrica: les conques dels rius Orange i Vaal (Namíbia i Sud-àfrica).

## Ús comercial
És exportat als mercats dels Estats Units i del Canadà.

## Observacions
És inofensiu per als humans.